# 정지승
정지승(鄭址勝, 1938년 ~ ?)은 대한민국의 축구인이였으며, 과거 조선족 축구 선수 및 감독으로 활동하면서 그가 활동할 당시 중국에서는 그를 모르는 사람이 없었고 조선족 축구계의 대부로 불렸다.

## 생애
일제강점기 시절 충청북도 진천에서 태어났으며, 3살에서 6살 사이에 아버지를 따라 중국 옌볜으로 이주했다.
이후 축구 선수가 되어 1958년부터 중국 1부리그인 갑급팀 연맹경기에서 지린성 축구단 (길림팀) 소속으로 활약했다. 당시 팀의 부주장으로 대회의 우승컵을 드는 동시에 1996년 월드컵 당시 8강에 진출한 북한 축구 국가대표팀과 치러진 여러 경기에서도 대등한 경기를 펼치는 등 '중국 축구계'의 스타로 활약하면서 동북의 호랑이라는 별칭을 얻었다. 1965년 대회에서의 우승 후 중국 축구 국가대표팀에 선발 되었다. 하지만 당시 중국의 문화대혁명으로 인해 모든 축구 경기가 중단되어 대표팀 선발은 이루어지지 않았을뿐만 아니라 선수의 개인 축구용품까지 폐기시키려 했기 때문에 정지승은 개인 유니폼과 사진 등을 몰래 숨겨야만 했다.
1970년에는 지린성 축구단의 감독으로 부임했고1973년에 조선족 위주로 팀을 재편성 한 뒤에 1981년에 중국 1부 리그로 팀을 승격시켰다.또한 1982년에는 중국 축구 국가대표팀과의 경기에서 본국 대표팀이 상대임에도 2대1의 승리를 기록했다.이러한 활약을 인정받아 중국 축구 협회에서 중국축구 고급교련 칭호를 받았다.
1988년에는 중국 정부의 추천을 받아 1988년 올림픽의 축구운영본부에서 근무했다.또한 당시 서울에 와서 '중국이 개방정책을 추진중인만큼 이제 한국과 길림성의 동표간에도 체육 교류를 시작할 때가 왔읍니다.'라고 밝혔으며, 이후 인터뷰에서는 중국의 개방 정책으로 경제 부분에서의 교류는 활발한데에 비해 같은 민족인데도 스포츠 교류가 전혀 없다며 북한과는 경우는 이미 여러번 경기를 가졌는데다가 언어도 같은데 체육 교류에 무슨 문제가 있겠냐고 이야기 한 후 한국과의 스포츠 교류에 힘 썼다.그리고 이러한 노력으로 1988년 11월에 정지승의 요청으로 지린성에 있는 한국계 선수들을 지도하기 위해서 한국의 유도대표팀 코치를 보냈고 한국인 코치가 중국에 입국해 선수를 처음으로 지도하는 최초의 일이였다.
2001년에는 63세의 나이로 한국에 돌아와 대한민국의 축구 발전을 위하여 남은 생을 보내기로 했으며 대한민국으로 귀화했고 대한민국에서 생을 마감했다.